# RS-82

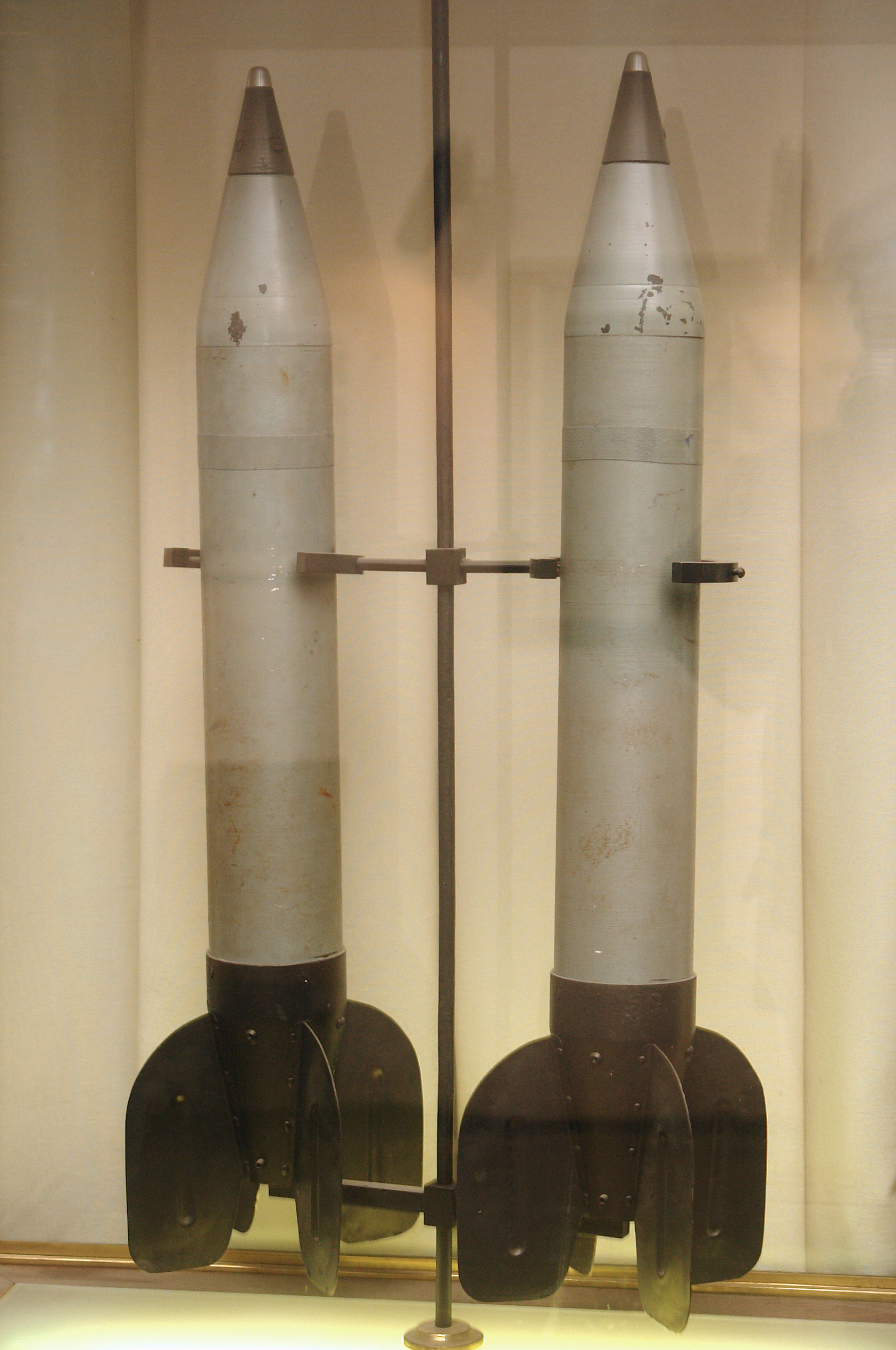
Neřízené rakety RS-82

RS-82 a RS-132 (rusky Реактивный Снаряд) byly jednoduché neřízené letecké rakety, které v době 2. světové války používalo sovětské letectvo.

## Vývoj
Práce na raketách RS-82 a RS-132 se počátkem 30. let 20. století ujal tým vedený Georgijem Langemakem (1898–1938). Volba ráží 82 a 132 mm byla ovlivněna skutečností, že v té době měly standardní náboje plněné bezdýmným střelným prachem průměr 24 mm a sedm těchto nábojů se vešlo do 82mm nábojnice. První zkoušky těchto raket proběhly v listopadu 1929. V roce 1937 pak byly pro tyto rakety vyvinuty aerodynamicky vhodné závěsy.

## Nasazení
Neřízené zápalné rakety typu vzduch–vzduch byly poprvé použity během 1. světové války na západní frontě. Šlo o rakety Le Prieur odpalované od roku 1916 z letadel proti pozorovacím balónům a vzducholodím. Ústřední mocnosti tuto zbraň poprvé použily
v druhé polovině roku 1916 z dvouplošníku Halberstadt D.II patřícího vzdušným silám německé armády.
K prvnímu známému použití neřízených protiletadlových raket sovětským letectvem došlo v srpnu 1939 během bitvy u řeky Chalchyn. Skupina stíhacích letounů Polikarpov I-16, jíž velel kapitán N. Zvonarev, použila rakety RS-82 proti japonským armádním letounům a sestřelila celkem 16 stíhaček a 3 bombardéry. Rakety RS-132 použilo během takzvané zimní války také šest bombardérů Tupolev SB-2 k útokům na pozemní cíle.
Rakety RS-82 byly oficiálně zařazeny do výzbroje sovětského letectva v roce 1937 a rakety RS-132 v roce 1938.
Stejně jako většina neřízených raket byly i rakety RS dost nepřesné. Počáteční testy ukázaly, že ze 186 odpálených RS-82 zasáhlo cíl, 500 m vzdálený jednotlivý tank, pouze 1,1 % raket. Kolonu tanků zasáhlo na stejnou vzdálenost jen 3,7 % odpálených raket. Přesnost RS-132 byla ještě horší, když ze 134 raket vypálených v testu nezasáhla cíl ani jediná. Přesnost při bojovém použití byla dokonce ještě horší, neboť rakety se běžně odpalovaly ze vzdáleností přes 500 m. Další problém představovala skutečnost, že k poškození slabšího německého pancéřování potřebovala RS-82 přímý zásah, zásah do těsné blízkosti nezpůsobil žádnou škodu. RS-132 dokázala při přímém zásahu poškodit středně silné pancéřování, ale zásah do těsné blízkosti nezpůsobil žádnou škodu nejen střednímu, ale ani slabšímu pancíři. Nejlepších výsledků rakety rodiny RS obvykle dosahovaly při salvách proti velkým pozemním cílům. Úspěšnost proti živé síle a motorovým vozidlům protivníka byla však dostatečná. Hlavními cíli raket ROFS-132 proto byly motomechanizované kolony, železniční soupravy, sklady a dělostřelecké baterie.
V období 2. světové války byly raketami RS-82 a RS-132 vybaveny téměř všechny sovětské vojenské letouny. Některé upravené Iljušiny Il-2 nesly až 24 raket, avšak vzhledem ke zvýšené hmotnosti stroje a odporu vzduchu byla tato úprava poměrně nepraktická.

## Varianty
- RS-82 a RS-132 – původní vysokoexplozivní hlavice (HE)
- RBS-82 a RBS-132 – protipancéřová hlavice (APHE)
- ROFS-82 a ROFS-132 – pozdější vysokoexplozivní hlavice (HE)
- M-8 – vylepšená RS-82 s mnohem větší hlavicí (0,64 kg trhaviny) a raketovým motorem – pro raketomet Kaťuša BM-8
- M-13 – vylepšená RS-132 s mnohem větší hlavicí (4,9 kg trhaviny) a raketovým motorem – pro raketomet Kaťuša BM-13

## Specifikace (RS-82)
- Průměr: 82 mm
- Rozpětí: 200 mm
- Délka: 600 mm
- Hmotnost: 6,8 kg
- Hmotnost trhavin: 0,36 kg
- Rádius fragmentace: 7 m
- Maximální rychlost: 340 m/s
- Dolet: 6,2 km

## Specifikace (RS-132)
- Průměr: 132 mm
- Rozpětí: 300 mm
- Délka: 845 mm
- Hmotnost: 23.0 kg
- Hmotnost trhavin: 0,9 kg
- Rádius fragmentace: 10 m
- Maximální rychlost: 350 m/s
- Dolet: 7,1 km